# Respiratory Care
Respiratory Care es una revista médica mensual revisada por pares publicada por la Asociación Estadounidense de Cuidados Respiratorio. Fue establecida en 1956 como Terapia de Inhalación y obtuvo su título actual en 1970. La revista está resumida e indexada en el Index Medicus, PubMed, y el Science Citation Index. El editor en jefe es Dean R. Hess (Hospital General de Massachusetts y Escuela de Medicina de Harvard).

## Métricas de revista
2022
- Web of Science Group : 2.258
- Índice h de Google Scholar: 94
- Scopus: 1.786